# Edgerton, Minnesota
Edgerton là một thành phố thuộc quận Pipestone, tiểu bang Minnesota, Hoa Kỳ. Năm 2010, dân số của thành phố này là 1189 người.

## Dân số
- Dân số năm 2000: 1033 người.
- Dân số năm 2010: 1189 người.